# Ляльковий театр (Калінінград)
 Ляльковий театр (Калінінград) (або Калінінградський обласний театр ляльок) - театральний заклад в обласному центрі Калінінградської області (Росія).

## Будівля
Театр за часів Пруссії був кірхою на честь пруської королеви Луїзи. Будівля не належала до найстаріших споруд міста, серед яких:
- Кафедральний собор (Калінінград)(нині — нецерковний культурний заклад міста)
- Юдіттен-кирха, приходська церква Діви Марії в міському районі Юдіттен (перебудована в православну церкву Св. Миколая).

В роки 2-ї світової війни місто було перетворене на суцільну руїну під час бомбардувань англо-американців та Червоної Армії СРСР. В поруйнованому пруському місті, що за повоєнними мирними угодами відійшло до складу СРСР, випадково збереглося дев'ять історичних храмів, один з яких — кірха на честь пруської королеви Луїзи.

## Створення театру
Театр виник як аматорське товариство у складі Калінінградського драматичного театру у 1963 році. В жовтні 1964 аматорське товариство отримало офіційний статус театру.
У 1976 році ляльковий театр отримав і власне окреме приміщення — частково реставровану і відремонтовану споруду колишньої лютеранської кірхи в пам'ять королеви Луїзи. Глядацька зала лялькового театру розрахована на триста місць.
Репертуар був радянським. Але цільова аудиторія — діти — спонукали до наповнення репертуару дитячими виставами, мало пов'язаними з радянською ідеологією -
- А. Гайдар «Бумбараш»
- О. Пушкін «Казка про царя Салтана»
- Б. Заходер «Мері Поппінс»
- М. Гіндін «Садко»

Театральну труппу не задовольняли вистави лише дитячо-шкільного спрямування. Частка вистав лялькового театру була розрахована і на дорослу аудиторію ("Божественна комедія" та інші). На різну за віком аудиторію були розраховані і вистави під час гастролей театру у сусідні Литву, Білорусь та Польщу. Театральний колектив брав участь в декількох театральних фестивалях в Білорусі, Польщі, Німеччині.
Кількість вистав в сучасному репертуарі лялькового театру сягає сорока.
Актори працюють з різними типами театральних ляльок — від маріонеток до тіньових.

## Театральна трупа (на 2009 рік)
- Головний режисер — Смагін Дмитро Борисович
- Акторка — засл. арт. РФ Москаленко Галина

Акторка — засл. арт. РФ Гулага Тетяна
- Актор — Витковський Віталій
- Акторка — Лисицина Валентина
- Акта — Кечамасова Олена
- Акторка — Ларюшкина Алиса
- Акторка — Ніконенко Алла
- Актор — Юргін Олександр
- Актор — Абаров Валерій
- Актор — Зарахович Олександр
- Акторка — Удалова Ніна
- Актер — Грінцевич Деніс
- Акторка — Ростокіна Наталя
- Акторка — Кононова Яна
- Директор — засл. раб. культ. РФ Перебийнос Олександр Семенович
- Заступниця директора — Южакова Г. Г.
- Головна бухгалтерка — Павлова М. В.
- Композитор — засл. раб. культ. РФ Мишин В. А.
- Головна художниця — засл. раб. культ. РФ Борисова Тетяна Володимирівна
- Художниця-бутафорка — Токарьова Т. А.
- Художник-конструктор — Абдрашитов К. М.

## Адреса
- 236010, м. Калінінград, пр. Перемоги, 1.